# Жорже де Ленкаштре
Жорже де Ленкаштре (порт. Jorge de Lencastre; 21 серпня 1481 — 22 червня 1550) — португальський інфант, герцог Коїмбрський (1495—1550). Магістр Ордену меченосців святого Якова й адміністратор Авіського ордену (1495—1550). Представник Авіської династії, засновник Ленкаштрівського дому. Народився в Абрантеші, Португалія. Позашлюбний син португальського короля Жуана ІІ від коханки Ани де Мендонси, служниці португальської королеви Хуани. Виховувався в Авейрівському монастирі Ісуса під керівництвом тітки-інфанти Жуани (до 1490). Згодом навчався при королівському дворі. Всупереч намаганням батька не зміг успадкувати португальський трон через своє походження. Став опонентом нового короля Мануела І та його сина Жуана ІІІ. Очолював політичну опозицію, так звану партію прагматиків, до якої входили Вашку да Гама, Франсішку де Алмейда та багато нових християн. Наполягав на фінансово-комерційній ролі експедицій до Індії, відкидаючи політично-місійну складову. Безуспішно намагався зберегти автономію своїх чернечо-лицарських орденів від втручання королівської влади. Одружився із Беатрисою де Вільєною (1500). Мав декількох дітей, серед який авейрівський герцог Жуан. Помер у своїй резиденції в Палмелі, Португалія. Похований у палмельській церкві святого Якова. Після його смерті король Жуан ІІІ скасував Коїмбрське герцогство.

## Сім'я
- Батько: Жуан II (1455—1495), король Португалії (1481—1495)